# جفيندبر جهاخرها
جفيندبر جهاخرها (باللغة الهندية: गोविन्दपुर झखराहा ) هي قرية صغيرة في حي Vaishali التاريخي في بيهار ، الهند. وهي تقع عبر NH 322 في 13   كم شرق حى مقر حجاجور . قرية تقع تحت Bakarpur بانشيات من Rajapakar كتلة التنمية المجتمعية. عدد سكان القرية حوالي 1800. Bajjika هي اللهجة الرئيسية  ولكن الهندية والأردية هي وسيلة الدراسة. يفهم الإنجليزية ويتحدث بها عدد قليل من النخب في القرية.

## الموقع
تقع بلدة هاجيبور المقر الرئيسي ومدينة ماهوا الفرعية في 13   كم غرب و 18   كم شمالا على التوالي. القرى هي جزء من دائرة راجاباكار الانتخابية. مساحة القرية التقريبية هي 1   كم 2 . يمر الطريق السريع الوطني 322 عبر هذه القرية ويربط بين هاجيبور من جهة وموساري غراري عبر جانداها من جهة أخرى. القرية 35   كم من عاصمة الولاية، باتنا .

## مناخ
تتميز القرية بمناخ معتدل من نوع المناخ، لكن الشتاء والشتاء شديدان. خلال فصل الشتاء (من كانون الأول (ديسمبر) إلى كانون الثاني (يناير) وشهور الصيف الحارة من أيار (مايو) إلى حزيران (يونيو) ، يفضل الناس إبقاء أعمالهم معلقة. ومع ذلك، يتم كسر رتابة الصيف الحار مع الليتشي والمانجو والزواج. فاجون وشيترا (فبراير - مارس) هما أشهر فاسانت (الربيع) التي يحتفل بها عبادة آلهة ساراسواتي . وبالمثل، يستمتع الطقس المعتدل في أشوين وكارتيك (من أكتوبر إلى نوفمبر) بحماس دورغا بوجا وديوالي وتشاهث بوجا. تصل الرياح الموسمية الجنوبية الغربية إلى هنا خلال منتصف يونيو وتمثل معظم الأمطار الممتدة من يونيو إلى سبتمبر. تشهد أمطار الأمطار الجنوبية الغربية المنسدلة تراجعًا عن الأمطار الموسمية قبل بداية فصل الشتاء.

## التركيبة السكانية
وفقا لتعداد عام 2001 للهند، كان عدد سكان القرية 1260. الإحصاءات السكانية لـ جفيندبر جهاخرها حسب تعداد عام 2011 هي كما يلي: 
| كود المنطقة  | رمز المنطقة الفرعية | كود القرية | عدد الأسر | مجموع السكان | الذكر | إناثا | معرفة القراءة والكتابة |
| ------------ | ------------------- | ---------- | --------- | ------------ | ----- | ----- | ---------------------- |
| فيشالي (220) | راجابابار (01277)   | 235549     | 341       | 1753         | 937   | 816   | 59.67٪                 |